# Chiesa e convento di San Pancrazio
La chiesa e il convento dedicati a Pancrazio martire, cavaliere romano martirizzato nel 304, sorgono sulle colline poste a est di Barbarano Vicentino.

## Storia
Nel 1501 la comunità di Barbarano donò alla congregazione dei francescani riformati amadeiti la sommità del colle, luogo in cui sorgeva una chiesetta precedente, perché potessero costruire la loro chiesa e il monastero. Dopo il decreto del 1518 di papa Leone X, che imponeva agli Amadeiti di unirsi ai conventuali o agli osservanti, nel convento entrarono progressivamente questi ultimi fino all'estinzione della famiglia amadeita, avvenuta nel 1563.
Qui dimorò negli ultimi tre anni di sua vita, dal 1586 al 1589, il venerabile Antonio Pagani, che alla pratica dell'eremo aggiunse studio e pubblicazione di opere. Nel 1754 il vescovo francescano Giuseppe Caccia donò alla biblioteca del convento duecento volumi.
Nel 1769 il convento, non raggiungendo il numero minimo delle presenze richiesto dal Senato della Repubblica di Venezia, venne soppresso e la chiesa utilizzata come sede parrocchiale. Riaperto nel 1834, vide il ritorno dei frati che, con l'aiuto della popolazione, operarono un complessivo restauro e lavori di ampliamento. Fu costruito un piccolo cimitero per la sepoltura dei religiosi e fu sistemata la "Salita San Pancrazio" con la costruzione della Via Crucis formata da 14 capitelli affrescati.
Dal 1856, sebbene ad intermittenza, fu Casa di Noviziato. Nel 1930 il convento venne ampliato e fu realizzata una nuova ala con 38 celle. Nel 1938-1939 fu data nuova sistemazione al presbiterio e al coro, fu rinnovato l'altare maggiore con l'asportazione delle grandi statue e nel 1943 fu installato l'organo Zordan al posto di quello del De Lorenzi.
Nel 1949 venne completamente rinnovata la cappella votiva dell'Immacolata; in questa e in altre cappelle - di San Francesco, di San Bernardino da Siena - vennero tumulate le salme di eminenti francescani, tra cui quella di Antonio Pagani. Nel 1964 fu costruito il nuovo ossario provinciale. Successivamente, nel 1976, l'ala dell'ex-Noviziato costruita nel 1930 fu adibita a Casa di Spiritualità, aperta anche a laici, con una capienza di 37 stanze e 40 posti letto.
Nel 1982 il convento fu ristrutturato anche come nuova sede del Noviziato. Nel 1998 fu costruita la cappella penitenziale sul fianco sinistro del coro, con nuovo ingresso alla chiesa.

## Descrizione
La chiesa primitiva era a navata unica con tre altari, con il tradizionale soffitto a travature, attorniata dalle due ali conventuali, modello che rispecchiava il modello tradizionale delle chiese conventuali dell’Osservanza.